# Плоскотелые черепахи
Плоскотелые черепахи (лат. Homopus) — род небольших сухопутных черепах. Обитает на юге Африки. Включает 5 видов.

## Внешний вид
Общая длина карапакса представителей этого рода колеблется от 10 до 17 см. Наблюдается половой диморфизм: самки крупнее самцов. Голова среднего размера. Морда вытянута. На шее есть большие щитки. Карапакс вытянутый, овальной формы, выпуклый. У некоторых видов края карапакса вогнутые. Тело и пластрон довольно плоские — отсюда происходит название этих черепах. Бёдра наделены бугорками. Конечности имеют 4—5 пальцев.
Окраска карапакса оливковая, коричневая. Щитки карапакса со светлыми каёмками. Пластрон желтоватый, зеленоватый.

## Образ жизни
Населяют полупустыни, пустыни, каменистые и горные места, сухие саванны, кустарники. Встречаются на высоте до 2000 м над уровнем моря. Питаются в основном растительной пищей, а также насекомыми и мелкими земноводными, иногда поедают кал.
Самки откладывают от 1 до 4 яиц.

## Распространение
Обитают в Южно-Африканской Республике и Намибии.

## Виды
- Homopus areolatus (Thunberg, 1787)
- Homopus boulengeri Duerden, 1906
- Homopus femoralis Boulenger, 1888
- Homopus signatus (Gmelin, 1789)
- Homopus solus Branch, 2007